# Tencent Pictures
Tencent Pictures (кит. трад. 腾讯影业) — китайская дистрибьюторская и продюсерская компания, принадлежащая Tencent. Она создавала фильмы на основе книг, комиксов, мультсериалов и видеоигр. В 2015 году компания Tencent создала Tencent Penguin Pictures (Шанхай) — новое подразделение по производству фильмов, специализирующееся на онлайн-драматургии и инвестициях миноритарных акционеров в художественные фильмы.

## Фильмография
| Год  | Название фильма              | Режиссёр                 | Дистрибьютор                                                | Сборы (по миру) | Сборы (Китай) | Прим.  |
| ---- | ---------------------------- | ------------------------ | ----------------------------------------------------------- | --------------- | ------------- | ------ |
| 2015 | Королевство Роко 4           | Хью Мартель и Дунбяо Цао | N/A                                                         | N/A             | N/A           | [ 4 ]  |
| 2016 | Варкрафт                     | Данкан Джонс             | Universal Pictures                                          | $433 000 000    | $213 000 000  | [ 2 ]  |
| 2017 | Конг: Остров черепа          | Джордан Вот-Робертс      | Warner Bros. Pictures                                       | $566 000 000    | $168 000 000  | [ 7 ]  |
| 2017 | Чудо-женщина                 | Пэтти Дженкинс           | Warner Bros. Pictures                                       | $821 000 000    | $90 000 000   | [ 7 ]  |
| 2018 | Веном                        | Рубен Флейшер            | Sony Pictures Entertainment (через Columbia Pictures)       | $855 000 000    | $272 000 000  | [ 10 ] |
| 2018 | Бамблби                      | Трэвис Найт              | Paramount Pictures                                          | $467 000 000    | $170 000 000  | [ 12 ] |
| 2019 | Люди в чёрном: Интернэшнл    | Ф. Гэри Грей             | Sony Pictures Entertainment (через Columbia Pictures)       | $253 000 000    | $44 000 000   | [ 14 ] |
| 2019 | Терминатор: Тёмные судьбы    | Тим Миллер               | Paramount Pictures/20th Century Fox                         | $261 000 000    | $50 000 000   | [ 16 ] |
| 2019 | Прекрасный день по соседству | Мариэль Хеллер           | Sony Pictures Entertainment (через TriStar Pictures)        | $67 000 000     | $212,000      | [ 19 ] |
| 2020 | Охотник на монстров          | Пол Андерсон             | Sony Pictures Entertainment (через Screen Gems)             | TBA             | TBA           | [ 19 ] |
| 2021 | Дракон желаний               | Крис Аппельханс          | Sony Pictures Entertainment (через Sony Pictures Animation) | TBA             | TBA           | [ 19 ] |
| 2021 | Веном: Да будет Карнаж       | Энди Сёркис              | Sony Pictures Entertainment (через Columbia Pictures)       | TBA             | TBA           | [ 20 ] |
| 2021 | Топ Ган: Мэверик             | Джозеф Косински          | Paramount Pictures                                          | TBA             | TBA           | [ 12 ] |